# Grejs (plaats)
Grejs is een plaats in de Deense regio Zuid-Denemarken, gemeente Vejle. De plaats telt 909 inwoners (2008).